# Ji-Paraná
Ji-Paraná, amtlich portugiesisch Município de Ji-Paraná, ist die bevölkerungsmäßig zweitgrößte Stadt im brasilianischen Bundesstaat Rondônia. Im Jahr 2024 wurde die Bevölkerung auf über 139.000 Einwohner geschätzt, die Ji-Paranaenser (ji-paranaenses) genannt werden und auf einer Fläche von rund 6.897 km² leben. Die Entfernung zur nördlich gelegenen Hauptstadt Porto Velho beträgt 373 km.

## Geographie

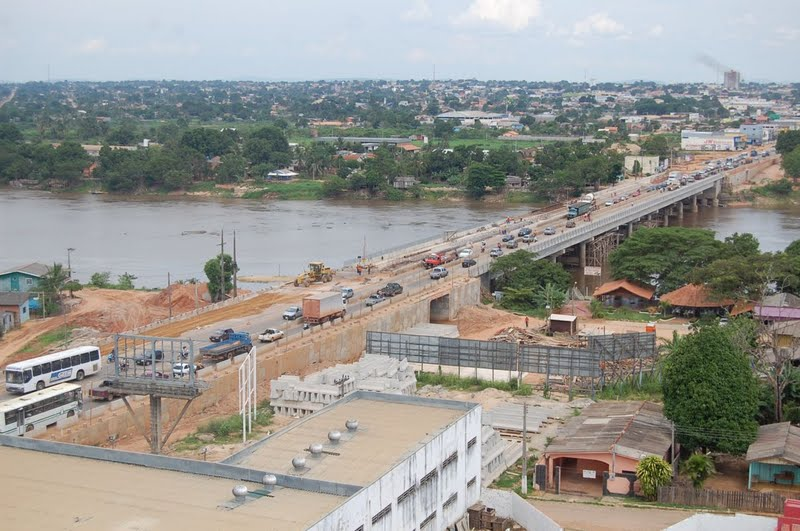
Ausbau der Brücke über den Rio Ji-Paraná (2010)

Durch Ji-Paraná fließt der gleichnamige Fluss, der die Stadt in zwei große Stadtteile teilt. Zwischen diesen befinden sich auf dem Fluss mehrere kleinere Inseln.
Das Biom ist der Amazonas-Regenwald (Amazônia). Die unmittelbare Umgebung von Ji-Paraná ist stark von landwirtschaftlich genutzten Flächen geprägt, der tropische Regenwald wurde sehr weit zurückgedrängt.
Umliegende Gemeinden sind Colniza, Rondolândia (MT); Vale do Anari, Ouro Preto do Oeste, Vale do Paraíso, Theobroma, Urupá, Teixeirópolis, Presidente Médici, Ministro Andreazza.

## Geschichte
Um das Jahr 1877 herum kamen die ersten Siedler in die Region. Die Wirtschaft basierte größtenteils auf der Produktion von Gummi durch Kautschukbäume. Die Gummiproduktion stieg immer weiter und die Bevölkerung der Region stieg dadurch ebenfalls. Die heutige Stadt entstand 1912 durch die Errichtung einer Telegrafenstation, die dazu diente, den Kautschukabbau besser organisieren zu können. 1920 hatte Ji-Paraná nur 20 Einwohner. Von den 1920er- bis 1950er-Jahren gab es aufgrund fallender Gummipreise eine wirtschaftliche Stagnation, die bis zur Entdeckung von Diamanten in der Region andauerte. Weitere große Bevölkerungszuwächse waren 1965 zu verzeichnen, da die Stadt einen Straßenanschluss bekam.
Mehrfach änderte der Ort seinen Namen: Vila de Urupá, Vila de Presidente Penna und Vila de Rondônia, bis er 1977 Stadtrechte als Ji-Paraná erhielt.

## Bevölkerung
In den letzten 100 Jahren ist die Bevölkerung stark gestiegen. Dies hat mehrere Gründe: Die Region um Ji-Paraná war einer der wichtigsten Standorte in Brasilien für die Kautschukproduktion. Diese wurde immer weiter ausgebaut, so dass man auch mehr Arbeiter brauchte. In den 1950er-Jahren wurden Diamanten in der Region entdeckt. Für deren Abbau brauchte man weitere Arbeitskräfte. Außerdem sind Diamanten auch ein Wohlstandsfaktor, durch den die Bevölkerung reicher wird, was wiederum weitere Menschen anlockte. Ab 1965 stieg die Bevölkerung noch schneller als zuvor, da die Stadt einen Anschluss an eine ausgebaute Landstraße bekam.
Die Analphabetismusquote lag 2010 bei über 53 % in der Altersklasse ab 25 Jahre.
| Jahr      | 1920 | 1991   | 1996   | 2000    | 2010    | 2020    |
| --------- | ---- | ------ | ------ | ------- | ------- | ------- |
| Einwohner | 20   | 97.799 | 94.705 | 106.800 | 116.610 | 130.009 |

## Indigene
Auf dem Gemeindegebiet liegt das rund 1967 km² große Indigenenterritorium Igarapé Lourdes, in dem die Ethnien der Ikolen und Karo leben.

## Ethnische Zusammensetzung
Ethnische Gruppen nach der statistischen Einteilung des IBGE (Stand 2000 mit 106.800 Einwohnern, Stand 2010 mit 116.610 Einwohnern): Von diesen lebten 2010 104.858 Einwohner im städtischen Bereich und 11.752 im ländlichen Raum und Regenwaldgebiet.
| Gruppe      | Anteil 2000 | Anteil 2010 | Anmerkung                        |
| ----------- | ----------- | ----------- | -------------------------------- |
| Brancos     | 50.882      | ▼ 46.007    | Weiße, Nachfahren von Europäern  |
| Pardos      | 48.268      | ▲ 60.337    | Mischrassige, Mulatten, Mestizen |
| Pretos      | 4.319       | ▲ 6.942     | Schwarze                         |
| Amarelos    | 177         | ▲ 1.913     | Asiaten                          |
| Indígenas   | 694         | ▲ 1.411     | indigene Bevölkerung             |
| ohne Angabe | 2.459       | –           |                                  |

## Bistum Ji-Paraná
Seit 1978 ist die Stadt Sitz des römisch-katholischen Bistums Ji-Paraná. Bischofskirche ist die
Catedral São João Bosco.

## Wirtschaft
Der ehemals wichtigste wirtschaftliche Bereich, die Landwirtschaft, hat heute nur noch einen kleinen Anteil an der Wirtschaftskraft der Stadt. Der Dienstleistungsbereich ist heute der mit Abstand wichtigste Sektor, dahinter folgt die Industrie. In der Region um Ji-Paraná werden heute unter anderem Diamanten gefördert.

## Verkehr
Die Stadt ist über die Bundesstraßen BR-429 und BR-364 (früher BR-029) erreichbar und die Landesstraße RO-135. Die Gemeinde verfügt über den kleinen Flughafen Ji-Paraná, der unter anderem von OceanAir angeflogen wird.

## Söhne und Töchter der Stadt
- Nenê (* 1988), Fußballspielerin